# Coccobius octavia
Coccobius octavia är en stekelart som först beskrevs av Girault 1934.  Coccobius octavia ingår i släktet Coccobius och familjen växtlussteklar. Inga underarter finns listade i Catalogue of Life.